# Steven Strait
Steven Strait (Nova Iorque, 23 de Março de 1986) é um ator, modelo e cantor de rock estadunidense.

## Vida Pessoal
Em 2006 Strait começou a namorar Lynn Collins. Em 2008 anunciou o noivado. Depois, em Março de 2008, eles anunciaram que já estavam casados à GQ Magazine.

## Vida Artistica
Cresceu na vila de Greenwich, Manhattan onde foi exposto às artes ainda novo, desenvolvendo um interesse particular no teatro e na música. Com treze anos começou estudar teatro fazendo um estágio no prestigioso conservatório Stella Adler em Nova York. Nos cinco anos seguintes continuou o estudo em Stella Adler e com vários outros professores e escolas, incluindo, Black Nexxus. Na idade de dezesseis, Steve aterrou um papel na televisão em "Terceiro Relógio" e com dezoito anos foi contratado para seu primeiro filme "Sky High" com Kurt Russel, Kelly Preston, Bruce Campbell, David Foley e Kevin McDonald. "Sky High" foi produzido pela Buena Vista Pictures em julho, 2005.

## Filmografia
| Ano  | Filme                       | Personagem     | Notas                 |
| ---- | --------------------------- | -------------- | --------------------- |
| 2005 | Super Escola de Heróis      | Warren Peace   |                       |
| 2005 | Encontro com o Acaso        | Luke Falcon    |                       |
| 2006 | O Pacto                     | Caleb Danvers  |                       |
| 2008 | 10.000 a.C.                 | D'Leh          |                       |
| 2008 | Stop-Loss - A Lei da Guerra | Michael Colson | Participação especial |
| 2009 | City Island                 | Tony Nardella  |                       |
| 2012 | After                       | Freddy         |                       |
| 2015 | The Expanse                 | James Holden   |                       |